# Will Simpson (historietista)
William Simpson (nacido en Prehen, Irlanda del Norte) es un dibujante de cómics y diseñador gráfico británico.

## Biografía
Simpson empezó su carrera en el cómic británico, en revistas como Warrior y 2000 AD, para pasar posteriormente al mercado americano, donde ha dibujado multitud de números para colecciones publicadas por las editoriales DC Comics y Marvel Comics.
Entre su obra, destaca su trabajo en Transformers, Batman, Judge Dredd y Hellblazer, para la que fue el dibujante regular de la primera parte de la etapa escrita por Garth Ennis, incluyendo la celebrada saga Hábitos peligrosos. También fue el creador de la miniserie de seis números para la línea Vertigo Vamps con guiones de Elaine Lee en 1994.
Desde 2000, Simpson ha trabajado en la industria cinematográfica, incluyendo la realización de storyboards para las películas Desayuno en Plutón, Byzantium, Caballeros, princesas otras bestias, City of Ember y Closing the Ring, y la realización de películas animadas. Antes de ello, fue socio de la compañía de animación Rogue Rocket, situada en Belfast, junto a su hermano Ben.
Desde 2011, Simpson produce storyboards para la serie de televisión Juego de Tronos. Su trabajo en dicha serie fue objeto de una exposición en el W5 science and discovery centre en el Odyssey Arena, Belfast, en el año 2013.
Recientemente, ha vuelto a los cómics con VMT, un cómic sobre vampiros.